# Étienne de Lusignan
Étienne de Lusignan (1537-1590), aussi connu sous le nom de Stefano de Lusignan ou encore Étienne de Chypre de Lusignan, était un prêtre et un érudit du XVIe siècle. 

## Biographie
Étienne de Lusignan est né à Nicosie. Lorsqu'il est jeune, il rejoint l'Ordre des Dominicains et étudie sous les ordres d'un évêque arménien nommé Loulianos. En 1562, il est vicaire et travaille auprès des évêques latins de Limassol, Andrea Mocenigo et Serafim Fortibraccia . 
En 1570, il vit dans un monastère à Naples où il commence à écrire son ouvrage Chorograffia. Il passe également beaucoup de temps à collecter l'argent de la rançon utilisé pour acheter la liberté de ses proches capturés après la chute de Chypre aux Ottomans (1571). 
En 1572, il s'installe dans un autre monastère de Bologne. Là-bas, il publie pour la première fois son travail intitulé Chorograffia. En 1575, il s'installe à Padoue et y conçoit sa célèbre carte pour compléter son livre. La carte est dédiée à Filippo Mocenigo, dernier archevêque de Chypre. Il a été créé par Giovanni Longo et a été payé par Étienne de Lusignan lui-même. 
Au cours de son séjour à Padoue, il enseigne également le grec à l'université. 
Lors d'un voyage à Rome, il rencontre l'ambassadeur de France et, avec son aide, il s'installe à Paris en 1577. Il vit dix ans dans un monastère situé à Paris. Tout au long de son séjour, il écrit et publie de nombreux ouvrages. Il est également impliqué dans de nombreux cercles littéraires auxquels ont participé d'autres Chypriotes, notamment Enrico Caterino Davila. En 1578, Étienne de Lusignan reçoit du pape Sixte V le titre d'évêque titulaire de Limassol (it). Il passe les dernières années de sa vie à Rome, où il meurt en 1590.